# Zoning (álbum)
Zoning es la vigésimo segunda banda sonora compuesta por el grupo alemán de música electrónica Tangerine Dream. Publicada en 1996 por el sello Repertoire Records se trata de una nueva versión de la música compuesta para la película homónima, titulada en España Zona de Seguridad, dirigida e interpretada por Ulrich Krenkler.

## Producción

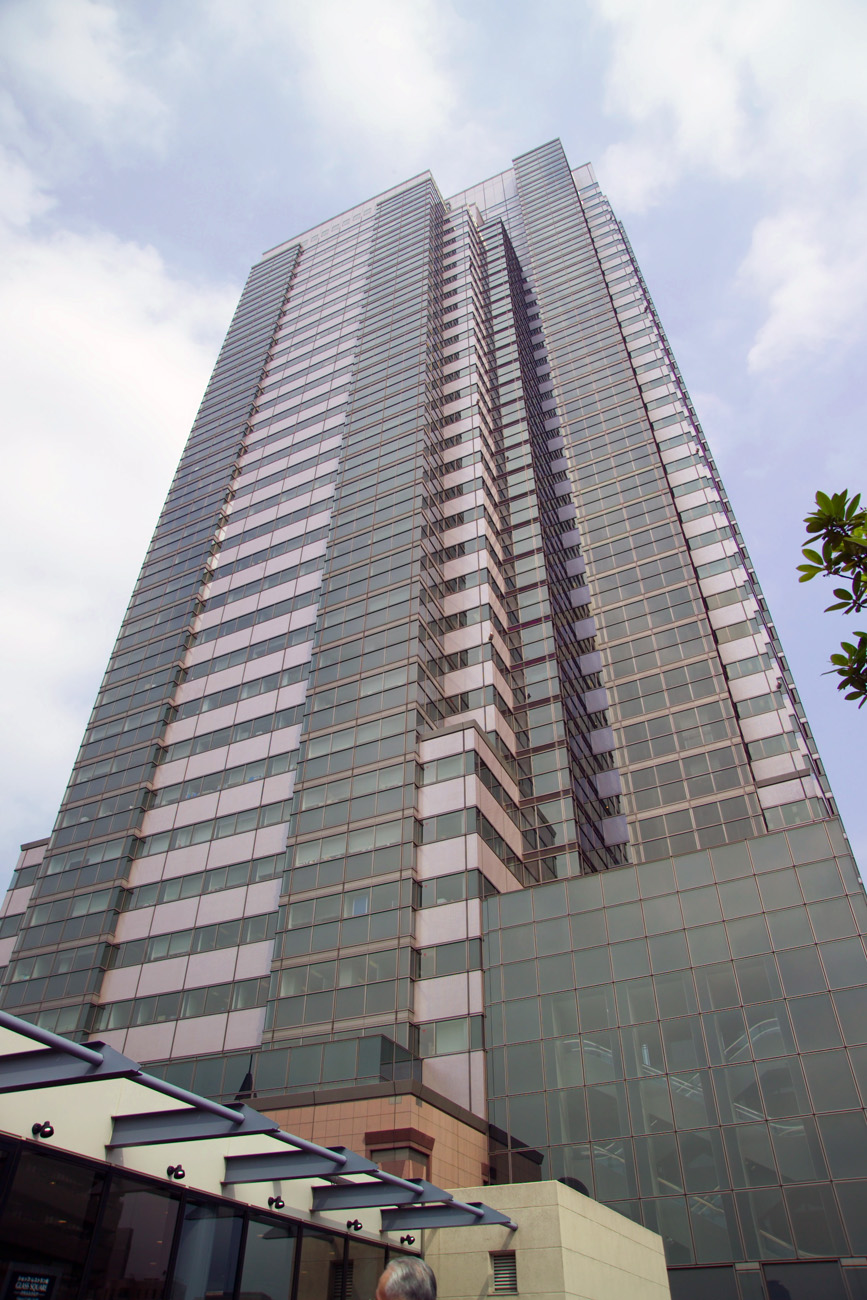
Panorámica de un rascacielos similar al empleado como localización en la película

Zoning (1986) es un thriller que sigue los pasos de Ozzy y Due dos trabajadores despedidos tras finalizar la jornada. Ambos comienzan a planear su venganza escondiéndose en una sala oculta en el rascacielos donde trabajaban y comienzan a cometer actos violentos y pillaje contra los moradores del edificio. El propietario el edificio encarga a los servicios de seguridad su captura a cualquier precio para preservar la reputación del edificio como lugar seguro.  
Grabado en los estudios Eastgate (Viena) Zoning es una nueva versión de la música compuesta para servir originalmente como banda sonora de la película en 1986. Tangerine Dream, integrado en 1994 por Edgar y Jerome Froese, decidieron realizar una nueva edición de la música con motivo de la edición en formato doméstico. Por ello las canciones no son las originalmente mostradas en la película de Krenkler e incluye dos temas compuestos por Jerome Froese, «The Conspiracy» y «Missing Link», quien no formara parte de Tangerine Dream en 1986.

## Lista de canciones
| N.º   | Título                    | Escritor(es)  | Duración |  |
| 1.    | «The Conspiracy»          | Jerome Froese | 5:54     |  |
| 2.    | «Skyscraper»              | Edgar Froese  | 4:18     |  |
| 3.    | «Headhunter»              | Edgar Froese  | 4:11     |  |
| 4.    | «Downtown Chicago»        | Edgar Froese  | 4:28     |  |
| 5.    | «Fading And Turning»      | Edgar Froese  | 3:13     |  |
| 6.    | «Affluent Society»        | Edgar Froese  | 3:07     |  |
| 7.    | «Stairway Affair»         | Edgar Froese  | 5:29     |  |
| 8.    | «Good Choice, Bad Timing» | Edgar Froese  | 4:22     |  |
| 9.    | «Bachelor Of Crime»       | Edgar Froese  | 5:14     |  |
| 10.   | «Unfit For Consumption»   | Edgar Froese  | 5:23     |  |
| 11.   | «Days Of Grief And Glory» | Edgar Froese  | 5:05     |  |
| 12.   | «Eyewitness News»         | Edgar Froese  | 5:14     |  |
| 13.   | «Missing Link»            | Jerome Froese | 4:52     |  |
| 60:51 |                           |               |          |  |

## Personal
- Edgar Froese - interpretación, ingeniería de grabación y producción
- Christian Gstettner - ingeniería de grabación
- Berry Brooks - asistente de estudio